# Główny Urząd Statystyczny

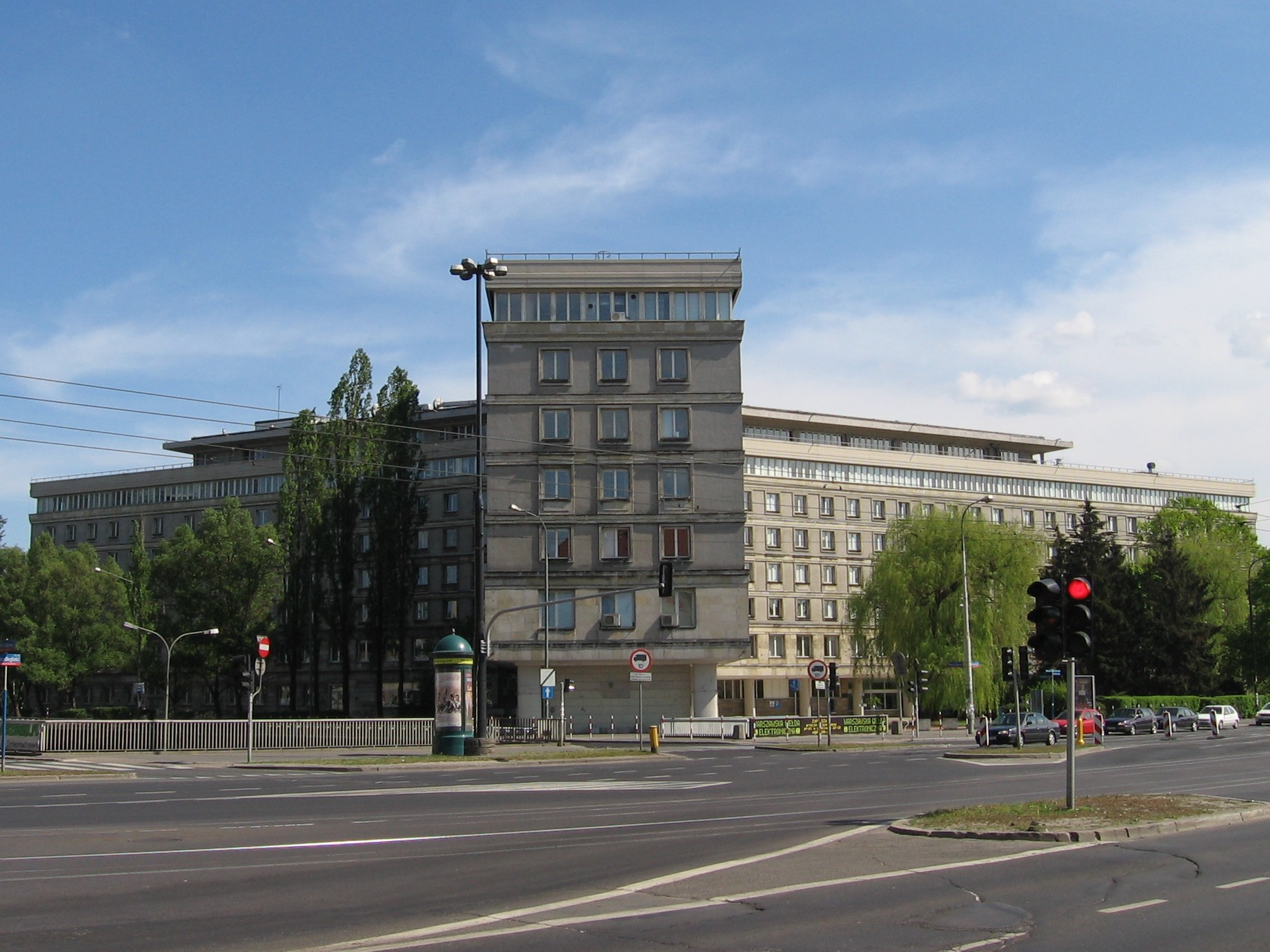
La sede del GUS a Varsavia.

Il Główny Urząd Statystyczny (GUS) è un ente di ricerca pubblico polacco. Fu istituito nel 1918 da Ludwik Krzywicki.
Le attività del GUS comprendono:
- censimenti sulla popolazione,
- censimenti sull'industria, sui servizi e sull'agricoltura,
- indagini a carattere statistico riguardanti la vita pubblica e quella privata.

L'ente si trova a Varsavia, al numero civico 208 di Aleja Niepodległości, CAP 00-925. Il presidente è Janusz Witkowski.